# 가슴막안
가슴막안, 흉막강, 늑막강(pleural cavity, pleural space, interpleural space)은 각 폐를 둘러싸고 있는 가슴막 사이의 잠재적 공간이다. 가슴막에서 나온 장액이 가슴막안에 소량 유지되어 가슴막 사이의 윤활을 가능하게 하고 압력 기울기를 형성한다.
폐의 표면을 덮고 있는 장막은 내장가슴막(visceral pleura)이며 가슴막안에 있는 액체에 의해 벽가슴막(parietal pleura)과 분리된다. 내장가슴막은 폐의 엽사이틈새(fissures of lung)과 폐뿌리 구조를 따라 폐를 감싸고 있다. 벽가슴막은 가슴세로칸, 가로막 위쪽 표면, 가슴우리 내부에 붙는다.

## 구조
인간의 경우 왼쪽과 오른쪽 폐는 가슴세로칸에 의해 완전히 분리되어 있으며 양쪽 가슴막안 사이에는 이어지는 부분이 없다. 따라서 한쪽 기흉의 경우 반대쪽 폐는 정상적으로 기능을 유지한다. 단, 가슴세로칸과 기관을 반대쪽으로 이동시키고, 대혈관을 구부러지게 만들고, 결국 반대쪽 심폐 순환을 붕괴시킬 수 있는 긴장성 기흉은 예외이다.
내장가슴막에는 폐순환과 기관지순환 양쪽 모두에서 혈액을 공급받는 폐 실질의 모세혈관이 분포한다. 벽가슴막은 대동맥의 가지(갈비사이동맥, 위가로막동맥, 아래가로막동맥), 속가슴동맥(심장가로막동맥, 앞갈비사이동맥, 근육가로막동맥)나 이 가지들과 문합하는 동맥으로부터 혈액 공급을 받는다.
내장가슴막은 폐신경얼기에서 나온 내장신경의 지배를 받는다. 내장신경은 폐와 기관지에도 분포하는 신경이다. 그러나 벽가슴막은 혈액을 공급하는 동맥과 마찬가지로 다양한 신경이 분포한다. 갈비가슴막(costal pleurae, 갈비뼈에 접하는 가슴막, 위가슴문의 위로 돌출된 부분도 포함)과 가로막가슴막(diaphragmatic pleurae, 가로막과 맞닿는 쪽의 가슴막)의 주변 부분(중앙 부분 제외)은 T1-T12 척수신경에서 갈라져 갈비뼈를 둘러싸는 갈비사이신경의 지배를 받는다. 세로칸가로막(mediastinal pleurae, 가슴세로칸을 싸는 가로막)과 가로막가슴막의 중앙 부분은 가로막신경의 지배를 받는다. 가로막신경은 C3-C5 척수신경에서 갈라져 나온다. 벽가슴막만 몸감각 신경을 포함하고 있어 통증을 느낄 수 있다.

### 발생
배아 발생 3주차에 각각의 가쪽 중배엽은 두 개의 층으로 나누어진다. 등쪽 층은 위에 있는 몸 분절과 외배엽을 연결하여 몸가슴막간엽(somatopleuric mesenchyme)을 형성한다. 배쪽 층은 아래쪽 내배엽과 결합하여 내장가슴막간엽(splanchnopleuric mesenchyme)을 형성한다. 이 두 층이 벌어져 있는 곳(dihiscence)은 각 면에 액체로 채워진 공동을 형성하고, 배쪽에 안쪽으로 접힌 부분과 이어지는 세겹주머니배의 정중선 융합을 통해 4주 동안 위장 주변의 앞가쪽에서 배아속체강을 형성한다. 공동 안쪽 벽에서는 내장가슴막간엽이, 바깥쪽 벽에서는 몸가슴막간엽이 형성된다.
배아속체강의 머리쪽 끝은 일찍 융합하여 하나의 구멍을 형성하는데, 이 구멍은 거꾸로 돌아 가슴 부분 앞에서 밑으로 내려가고, 나중에 심장막안(심낭강)으로 성장하는 단순대롱심장에 의해 잠식된다. 체강의 꼬리쪽 부분은 나중에 배꼽정맥 아래에서 융합되어 더 큰 배막안(복막강)이 되며, 가로중격에 의해 심장막안과 분리된다. 두 개의 공동은 심장막배막관(pericardioperitoneal canal)이라고 하는 상부 앞창자에 인접한 얇은 한 쌍의 남은 체강을 통해 연결된다. 발생 5주 동안, 발달 중인 폐봉오리가 심장막배막관으로 침투하기 시작하여 주변 체절을 잠식하고 가로중격을 꼬리쪽으로 더 밀어내는 한 쌍의 공동(가슴막안)을 만든다. 발달 중인 폐에 의해 밀려나온 내장가슴막간엽에서 발생한 중피는 내장가슴막이 된다. 몸가슴막간엽에서 발생한 가슴막안의 다른 중피 표면은 벽가슴막이 된다.
새로 형성된 가슴막안을 심장막으로부터 분리하는 조직은 심장막가슴막막(pericardiopleural membrane)으로 알려져 있으며, 이는 나중에 섬유심장막의 측면 벽이 된다. 가로중격과 변위된 체절은 융합하여 심장막배막막(pericardioperitoneal membrane)을 형성한다. 이 막은 가슴막안과 배막안을 분리하고 나중에 가로막이 된다.

## 기능
가슴막안과 가슴막은 호흡하는 동안 폐가 최적의 기능을 할 수 있도록 돕는다. 가슴막안에는 호흡 중에 가슴막이 서로 쉽게 미끄러지도록 윤활유 역할을 하는 가슴막액(pleural fluid)이 포함되어 있다. 또한 가슴막액의 표면장력은 가슴벽과 폐 표면이 밀착될 수 있게 한다. 두 구조가 밀착되면 호흡하는 동안 폐포가 더 크게 팽창할 수 있게 된다. 가슴막안은 특히 거친 호흡 중에 갈비뼈사이근의 움직임을 폐로 전달한다. 들숨을 하는 동안 가로막과 함께 바깥갈비사이근이 수축한다. 바깥갈비사이근이 수축하면 가슴벽이 확장되어 폐의 부피가 증가한다. 따라서 음압이 생성되고 공기가 들어온다.

### 가슴막액
가슴막액(흉막액, pleural fluid)은 정상적인 가슴막을 덮고 있는 장막에 의해 생성되는 장액이다. 대부분의 체액은 갈비사이동맥의 삼출에 의해 생성되고 림프계에 의해 재흡수된다. 따라서 가슴막액은 지속적으로 생성되고 재흡수된다. 구성과 부피는 가슴막의 중피 세포에 의해 조절된다. 정상적인 70kg 인간의 경우 가슴막안 내에는 항상 수 mL의 가슴막액이 존재한다. 생산 속도가 재흡수 속도를 초과하면 더 많은 양의 가슴막액이 가슴막안에 축적될 수 있다. 그러나 일반적으로 재흡수율은 체액 축적에 대한 생리학적 반응으로 증가하며, 체액이 가슴막안 내에 상당량 축적되기 전에 재흡수율이 정상 속도의 40배까지 증가한다. 따라서 가슴막안에 가슴막액이 비정상적으로 축적되기 위해서는 가슴막액 생성이 급격하게 증가하거나, 가슴막액을 재흡수하는 림프계가 일부 차단되어야 한다.

## 가슴막액 순환
가슴막액 순환의 가설 모델에는 정수압 평형 모델(hydrostatic equilibrium model), 점성 흐름 모델(viscous flow model), 모세혈관 평형 모델(capillary equilibrium model)이 있다.
점성 흐름 모델에 따르면 가슴막내압 기울기는 갈비뼈의 평평한 표면을 따라 가슴막액이 아래쪽으로 점성을 가지고 흐르도록 유도한다. 모세혈관 평형 모델은 높은 음압을 가지는 꼭대기에서의 가슴막내압이 세로칸가슴막 표면의 바닥에서 꼭대기로의 압력 기울기를 형성하여, 꼭대기 쪽으로 향하는 체액 흐름을 유도한다고 설명한다. 압력 기울기 형성에는 심장 박동과 폐 환기의 도움을 받는다. 혈액 관류와 환기 모두 바닥 쪽이 꼭대기 쪽보다 많기 때문이다. 따라서 유체의 재순환이 발생한다. 마지막으로 가장자리에서 갈비뼈의 평평한 부분으로의 가로 방향 흐름이 있어 유체 순환이 완료된다.
가슴막액의 재흡수는 가로막가슴막 높이에서 림프관 쪽으로 발생한다.

## 임상적 중요성

### 가슴막 삼출

가슴막 삼출은 가슴막안(pleural space로 표시됨)에 체액이 고일 때 발생할 수 있다.

가슴막액이 병적으로 축적된 것을 가슴막 삼출이라고 한다. 그 기전은 다음과 같다.
1. 림프관 폐쇄 (체액의 재흡수가 차단됨)
2. 모세혈관 투과성 증가 (빠져나가는 체액의 양이 늘어남)
3. 감소된 혈장 콜로이드 삼투압
4. 모세혈관 정맥압 증가
5. 음의 가슴막내압이 증가

가슴막 삼출액(흉수)은 삼출성(exudative, 고단백의 체액) 또는 누출성(transudative, 저단백의 체액)으로 분류된다. 삼출성 흉수는 일반적으로 폐렴, 악성 종양, 결핵이나 콕시디오이데스진균증과 같은 육아종성 질환, 콜라겐 혈관 질환, 기타 염증 상태와 같은 감염에 의해 발생한다. 누출성 흉수는 울혈성 심부전(CHF), 간경변, 신증후군 등에서 발생한다.
폐색전증(PE) 동안 관찰되는 국소적인 가슴막액 삼출은 혈소판이 풍부한 혈전으로부터 사이토카인이나 다른 염증 매개체가 방출되어 모세혈관 투과성이 증가하기 때문이라고 추정된다.
| 누출성 원인 | 삼출성 원인                                                                                          |
| --- | --- |
| - 울혈성 심부전(CHF) - 간경변 - 저단백혈증 - 신증후군 - 무기폐 - 점액수종 - 복막투석 - 폐색전증 - 메이그 증후군 - 폐쇄성 요로병증 | - 악성 종양 - 감염 - 외상 - 폐경색 - 폐색전증 - 자가 면역 질환 - 췌장염 - 식도 파열(보어하브 증후군) |

### 가슴막액 분석
가슴막액이 축적된 것이 관찰되면 비정상적인 축적의 원인을 결정하기 위한 진단 도구로 액체의 세포병리학적 평가와 임상적 현미경 관찰, 미생물학이나 화학적 연구, 종양 표지자, pH 측정, 기타 더 난해한 검사가 필요하다. 겉모습, 색상, 투명도, 냄새조차도 진단에 유용한 도구가 될 수 있다. 가슴막안의 심부전, 감염, 악성 종양 등은 이 접근법을 사용하여 식별할 수 있는 가장 흔한 체액 축적의 원인이다.

#### 육안으로 본 모습
- 투명한 담황색: 누출성인 경우 추가 분석이 필요하지 않다. 삼출성인 경우 원인을 확인하기 위해 세포학, 배양, 생검 등의 추가 검사가 필요하다.
- 흐림, 화농성, 탁함: 감염, 농흉, 췌장염, 악성 종양.
- 분홍색에서 붉은색, 피가 포함됨: 악성 종양, 폐경색, 장경색, 췌장염, 외상.
- 녹백색, 탁함: 흉수를 동반한 류마티스 관절염.
- 녹갈색: 담도 질환, 복수를 동반한 장 천공.
- 피가 섞인 유백색 또는 노란색: 유미흉성 삼출액.
- 유백색 또는 녹색, 금속성 광택: 가성유미흉성 삼출액.
- 점성이 있는 액체(출혈성이거나 투명함): 중피종.
- 안초비 페이스트(또는 '초콜릿 소스'): 파열로 인해 새어나온 아메바성 간농양.[12]

#### 현미경상의 모습
현미경 검사는 양성 또는 악성 병인의 상주 세포(중피 세포, 염증 세포)를 보여줄 수 있다. 세포를 확인한 후 세포병리학자의 평가가 수행되고 형태학적 진단이 내려질 수 있다. 호중구는 흉막 농흉에 많다. 림프구가 많고 중피 세포가 드물다면 이는 결핵을 시사한다. 중피 세포는 류마티스성 흉막염이나 흉막유착 이후 흉막염의 경우에도 감소할 수 있다. 호산구는 환자가 최근에 이전에 가슴천자를 한 경우 종종 나타난다. 이것의 중요성은 제한적이다.
악성 세포가 있는 경우 병리학자는 악성 종양의 원인을 확인하기 위해 면역조직화학을 포함한 추가 연구를 수행할 수 있다.

#### 화학적 분석
pH, 가슴막액:혈청 단백질 비율, LDH 비율, 비중, 콜레스테롤, 빌리루빈 수치 검사와 같은 화학적 분석을 수행할 수 있다. 이러한 분석은 가슴막 삼출의 병인(삼출성과 누출성)을 명확히 하는 데 도움이 될 수 있다. 아밀레이스는 위/식도 천공, 췌장염, 악성 종양과 관련된 흉수에서 증가할 수 있다. 가슴막 삼출액은 삼출성(고단백)과 누출성(저단백)으로 분류된다.
오늘날 이용 가능한 모든 진단 검사에도 불구하고 많은 가슴막 삼출액은 기원이 특발성으로 남아 있다. 심각한 증상이 지속되면 더 침습적인 기술이 필요할 수 있다. 삼출액의 원인에 대한 지식은 여전히 부족하지만, 가장 흔한 증상인 호흡곤란을 완화하기 위해 치료가 필요할 수 있다. 폐쇄성 흉막 생검(closed pleural biopsy)이 사용되지 않게 되면서 흉강경은 침습적 절차의 주류가 되었다.

### 질병
가슴막안의 질병은 다음과 같다.
- 공기가슴증(기흉): 가슴막안에 공기가 차는 질병.
- 가슴막 삼출: 가슴막안에 체액이 축적되는 상태.
- 가슴막 종양: 가슴막에 자라난 비정상적인 종양.

## 참고 문헌
Light, Richard W. (2007). 《Pleural Diseases》 (영어). Lippincott Williams & Wilkins. ISBN 978-0-7817-6957-0.